# 버펄로 대학교

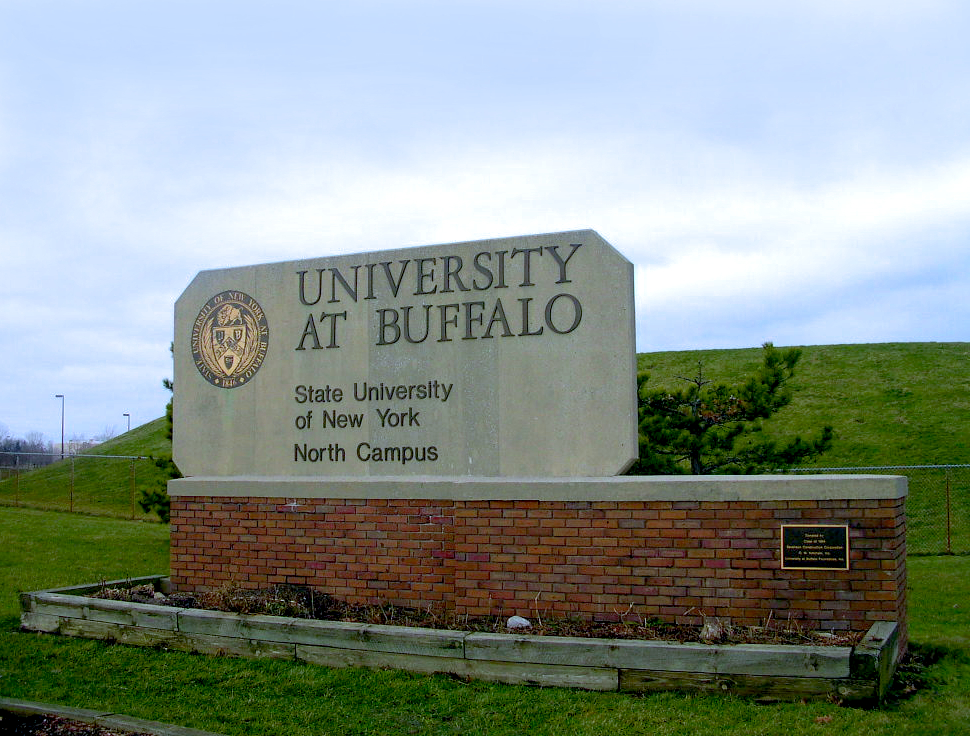

공식적인 명칭은 'State University of New York at Buffalo (SUNY Buffalo)'이지만, 다른 SUNY 산하 학교들 중 비슷한 수준인 다른 학교들인 스토니브룩(Stony Brook University), 올버니(University at Albany), 빙엄턴(Binghamton University)과 유사하게 학교 차원에서 SUNY가 빠진 'University at Buffalo'라는 이름을 더 내세우고 있다. 보통 University at Buffalo를 줄여서 UB라고 부른다. 학교의 상징색은 파란색이다.
뉴욕 주립 대학교 버펄로(University at Buffalo, The State University of New York), 또는 버펄로 대학교(University at Buffalo, UB), SUNY 버펄로(SUNY Buffalo)는 미국 뉴욕주 버펄로에 있는 공립 대학이다. 뉴욕 주립 대학교(SUNY) 시스템의 스토니브룩 대학교와 더불어 미국 동부의 명문 주립대학이자 뉴욕주의 64개 주립대학을 대표하는 플래그십 주립대학이다. 125개 이상의 학부 프로그램, 320개 이상의 대학원 프로그램을 제공한다. 뉴욕 주립대 캠퍼스 중에서 최초로 미국 대학 협회(AAU)에 가입했다.
미국을 선도하는 최상위 연구 대학들의 모임인 AAU 미국 대학 협회의 회원 대학이자 국제적으로 공인된 카네기 분류에 의해 5000여개의 미국 대학 중 약 100여개만이 선정되어 있는 미국 내 최상위 연구중심 대학 Carnegie Tier 1 (R1)에 속해 있다.
2018년 《U.S. 뉴스 & 월드 리포트》지의 미국 공립대학 순위에서 38위를 차지했으며, WSJ/타임스 고등교육 대학순위 선정 뉴욕주의 공립대학 중 1위이다. 북부 캠퍼스, 남부 캠퍼스, 다운타운 캠퍼스 3 곳의 캠퍼스가 있다.
스토니브룩(Stony Brook University)과 뉴욕주의 플래그십 주립대학으로 뉴욕주를 대표하는 대학이다.
하지만, 뉴욕시(NYC)와 7시간 거리이고 뉴욕주(New York State)의 두번째로 큰 도시인 버펄로에 위치하다보니(오히려 캐나다 최대의 도시 토론토와 1시간 30분 거리이다) 미국 학생들이 많이 참고하는 U.S News University Ranking 순위에서 2023년도에는 아쉽게도 스토니브룩 58위에 밀리고 버펄로는 76위를 차지하였다.https://www.usnews.com/best-colleges/ub-9554
2023.9에 발표된 U.S 뉴스 & 월드 리포트 (U.S News 랭킹)의 주립대학 순위을 보면 36위로 Michigan State University, Pennsylvania State University at University Park(이상 28위), University of Massachusetts at Amherst, University of Pittsburgh(이상 32위), University at Binghamton(SUNY), Indiana University at Bloomington(이상 34위), University of California at Riverside, University of Delaware(이상 36위), University of Iowa, Auburn University(이상 47위), University of Oregon(49위) Arizona State University(51위) 등의 주립대학과 비슷한 수준을 보인다. https://www.usnews.com/best-colleges/rankings/national-universities/top-public

## 구성
1개의 칼리지, 9개의 대학, 2개의 대학원, 1개의 암 센터 디비전으로 이루어져 있다.
- 문리과 칼리지 (College of Arts and Sciences)
- 건축·도시계획 대학 (School of Architecture and Planning)
- 치과 대학 (School of Dental Medicine)
- 공과·응용과학 대학 (School of Engineering and Applied Sciences)
- 경영 대학 (School of Management )
- 제이콥스 의학·생의학 대학 (Jacobs School of Medicine and Biomedical Sciences)
- 간호 대학 (School of Nursing)
- 약학·제약학 대학 (School of Pharmacy and Pharmaceutical Sciences)
- 보건 대학 (School of Public Health and Health Professions)
- 사회사업 대학 (School of Social Work)
- 교육대학원 (Graduate School of Education)
- 법학전문대학원 (Law School)
- 로스웰 파크 종합 암 센터 대학원 디비전 (Roswell Park Comprehensive Cancer Center Graduate Division)

## 교육 및 연구

### 평가
2018년 《U.S. 뉴스 & 월드 리포트》의 전미 대학 순위에서 89위, 미국 최고가치 (Best Values Schools) 대학 순위에서 102위, 미국 공립대학 순위에서 38위, 2019년 영국 QS 세계 대학 순위에서 313위,  2019년 《포브스》의 미국 최고가치 대학 (Best Values Colleges) 순위에서 71위, 최우수 대학 (Top Colleges) 순위 189위, 공립대학에서 58위, 연구대학에서 101위를 차지했다. 2020년 영국 QS 세계 대학 순위에서 340위를 차지했다.
2020년 타임즈 고등교육이 선정한 ‘기후변화 대응’을 위한 연구 및 준비 부문 세계대학 7위에 선정되었다.

뉴욕 주립대학교 시스템 (SUNY) 소속의 대학교로, 대학원이 주가 되는 뉴욕주 연구중심 명문 플래그십 주립대학이다.
스토니브룩(Stony Brook University)과 뉴욕주의 플래그십 주립대학으로 뉴욕주를 대표하는 대학이다.
하지만, 뉴욕시(NYC)와 7시간 거리이고 뉴욕주(New York State)의 두번째로 큰 도시인 버펄로에 위치하다보니(오히려 캐나다 최대의 도시 토론토와 1시간 30분 거리이다) 미국 학생들이 많이 참고하는 U.S News University Ranking의 전미 대학 순위에서 2024년도에는 아쉽게도 스토니브룩 58위에 밀리고 버펄로는 76위를 차지하였다. https://www.usnews.com/best-colleges/ub-9554
2023.9에 발표된 U.S 뉴스 & 월드 리포트 (U.S News 랭킹)의 주립대학 순위을 보면 36위로 Michigan State University, Pennsylvania State University at University Park(이상 28위), University of Massachusetts at Amherst, University of Pittsburgh(이상 32위), University at Binghamton(SUNY), Indiana University at Bloomington(이상 34위), University of California at Riverside, University of Delaware(이상 36위), University of Iowa, Auburn University(이상 47위), University of Oregon(49위) Arizona State University(51위) 등의 주립대학과 비슷한 수준을 보인다. https://www.usnews.com/best-colleges/rankings/national-universities/top-public

## 학생 생활
음악, 영화 등 250 여 개의 다양한 학생클럽 및 25개의 유학생 클럽이 있다. 학생들은 학교 내 체육 시설 및 오락시설을 자유로이 사용할 수 있다.

## 동문

### 노벨상 수상자 목록
- 존 커루 에클스 경 : 1963년 노벨 생리학·의학상 수상
- 허버트 애런 하우프트먼 : 1985년 노벨 화학상 수상
- 로널드 코스 : 1991년 노벨 경제학상 수상
- 존 맥스웰 쿳시 : 2003년 노벨 문학상 수상

### 한인 동문
2013년 당시 한국인 동문 숫자는 3,000명에 달한다. 같은 해 기준 재학중인 한국 유학생 수는 600여명이며, 이는 외국 유학생 가운데 세번째로 많은 수준이라고 한다. 2013년 총장 사타쉬 트리파티(Satish Tripathi)가 학교 장기 발전 계획을 20여개 도시의 동문들에 홍보하기 위한 목적의 일환으로 한국에 방문하였고, 동문 초청 리셉션에 200 여명의 한국인 동문들이 모인 적이 있다.